# أتيرا (163693)
163693 Atira, التعيين المؤقت 2003 CP20
كويكب صخري، يقع في المناطق الداخلية من مدار الأرض. ويصنف على أنها جرم قريب من الأرض ويقدر قطرة بحوالي 2 كيلو متر اكتشف Atira في 11 فبراير 2003،عن طريق بحث لنكولن عن الكويكبات القريبة من الأرض فريق عمل في مختبر لنكولن (التابع لمعهد ماساتشوستس للتقنية) في سوكورو، نيو مكسيكو، الولايات المتحدة الأمريكية
والية تنسب كويكبات أتيرا وهي فئة من الكويكبات القريبة من الأرض،الواقعة على مسافةٍ قريبة جداً من الأرض. إن مسافتي حضيض وأوج هذه الأجرام - كلتاهما - تقعان ضمنَ مدار الأرض حول الشمس، أي أن مدارات هذه الأجرام تكون واقعة بالكامل بالمسافة التي بين الأرض والشمس، وهي مسافة تعادل 0.983 وحدة فلكية. تم تصنيفه كويكب ذو تركيبة صخرية من النوع أس 

## وصلات خارجية
- حالة آلأكتشاف
- المعلومات المدارية
- لقطة مصورة للكويكب 2003 CP20 فبراير 2003 من مرصد كليت
- قاعدة بيانات منحنى الضوء الكويكبات (LCDB), نموذج استعلام (مزيد من التفاصيل)
- قاموس أسماء الكويكبات الصغيرة, كتب جوجل
- منحنيات دوران الكويكبات والمذنبات, CdR – مرصد جنيف، راؤول بيرند
- حالة آلأكتشاف – كواكب صغيرة مرقمة من (160001) إلى (165000)
- أتيرا (163693) في قاعدة بيانات مختبر الدفع النفاث لأجرام النظام الشمسي الصغيرة

- الاكتشاف · مخطط المدار ·  العناصر المدارية · المعلمات المادية